# بطولة أمم أوروبا 2008
كانت بطولة كرة القدم الأوروبية 2008، والتي يشار إليها عمومًا باسم بطولة أمم أوروبا 2008 أو يورو 2008، بطولة كرة القدم الأوروبية الثالثة عشرة، وهي بطولة كرة قدم كل أربع سنوات متنافس عليها من قبل الدول الأوروبية. أقيمت في النمسا وسويسرا (كلاهما يستضيف البطولة للمرة الأولى) في الفترة من 7 إلى 29 يونيو 2008.
فازت بالبطولة إسبانيا التي هزمت ألمانيا 1–0 في النهائي. كانت إسبانيا هي الدولة الثانية فقط التي فازت في جميع مبارياتها في مرحلة المجموعات، ثم بطولة أوروبا نفسها، وهو إنجاز حققته فرنسا في عام 1984. وكانت إسبانيا أيضًا أول فريق منذ ألمانيا في عام 1996 يفوز بالبطولة دون هزيمة.
كانت اليونان مدافعة عن اللقب وهي تدخل البطولة، بعد أن فازت ببطولة أمم أوروبا 2004. وسجلوا أسوأ نهاية في بطولة أوروبا 2008، حيث خسروا مباريات المجموعة الثلاث وحصلوا على أقل مبلغ من المال. خلال 31 مباراة، جمعت الدول المشاركة 77 هدفًا، وهي نفس البطولة السابقة.
تأهلت النمسا وسويسرا تلقائيًا كمضيفين؛ تم تحديد الفرق الـ14 المتبقية من خلال المباريات التأهيلية التي بدأت في أغسطس 2006. وبصفتها بطل أوروبا، فازت إسبانيا بالحق في التنافس على كأس القارات 2009 في جنوب إفريقيا.

## عملية العطاءات
سعت النمسا وسويسرا معًا لاستضافة الألعاب، وواجهت منافسة من ستة عروض أخرى: البوسنة والهرسك–كرواتيا، اليونان–تركيا، عرض شمال أوروبا (من الدنمارك وفنلندا والنرويج والسويد) والمجر وروسيا واسكتلندا–جمهورية أيرلندا. كانت النمسا والمجر قد تقدمتا من قبل لاستضافة يورو 2004، وخسرت أمام البرتغال، بينما استضافت السويد يورو 1992.
تم التوصية بالنمسا–سويسرا والمجر واليونان–تركيا وعطاء الشمال، بهذا الترتيب، قبل التصويت النهائي من قبل اللجنة الوطنية للفرق التابعة للاتحاد الأوروبي لكرة القدم.

## ملخص

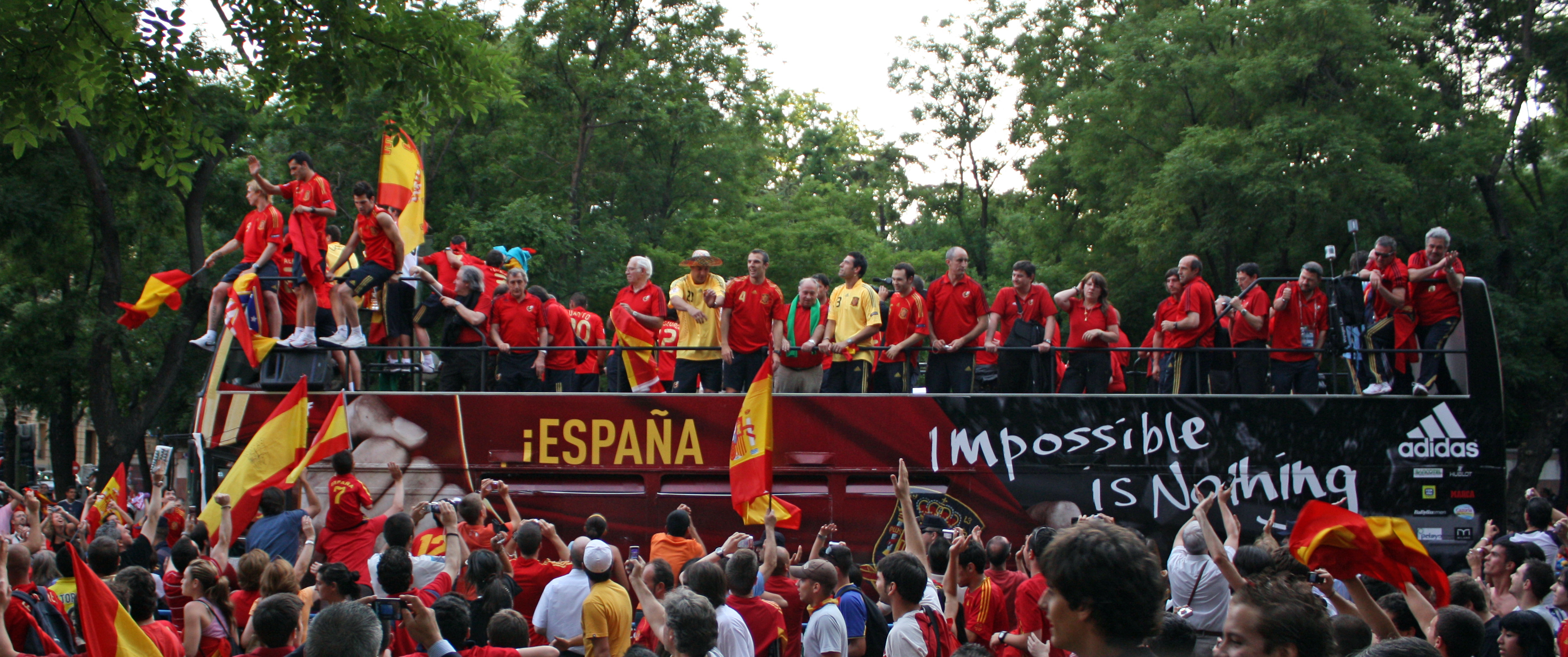
احتفالات منتخب إسبانيا بالفوز باليورو 2008

التصفيات المؤهلة لنهائيات كأس الأمم الأوروبية 2008 بدأت في أغسطس 2006، ما يزيد قليلًا عن شهر واحد بعد نهاية كأس العالم لكرة القدم 2006. تم التنافس على البطولة التأهيلية من قبل منتخبات وطنية من كل من الاتحادات الأعضاء في الاتحاد الأوروبي لكرة القدم، باستثناء النمسا وسويسرا، اللتين تأهلتا تلقائيًا لبطولة النهائيات كمضيفين ومنتخب الجبل الأسود، الذي جاء إلى حيز الوجود بعد فوات الأوان ليتم قبوله في الاتحاد.
تم إجراء قرعة بطولة النهائيات في 2 ديسمبر 2007، وشهدت المجموعة C على الفور اسم «مجموعة الموت»، حيث تنافست إيطاليا وفرنسا ورومانيا وهولندا على المركزين المؤهلين. في المقابل، اعتُبر أن ألمانيا والبرتغال حصلتا على قرعة سهلة، حيث إن هيكل البطولة يعني أنهما لم يتمكنا من مقابلة إيطاليا أو فرنسا أو هولندا أو إسبانيا حتى المباراة النهائية.
في مرحلة المجموعات، تأهلت كل من كرواتيا وإسبانيا وهولندا بنقاط قصوى. لم يكن من المتوقع أن تتقدم النمسا وسويسرا، على الرغم من ميزة كونهما المضيفين. في المجموعة الأولى، خسر سويسرا كابتن الفريق ألكساندر فري بسبب الإصابة في أول مباراة له وأصبح أول فريق يتم إقصاؤه من البطولة، بعد خسارته مباراتيه الأولين. تمكنت سويسرا من الفوز على البرتغال الفائز في المجموعة في مباراتها الأخيرة.
في المجموعة ب، تمكنت النمسا من القيام بمباراة نهائية حاسمة ضد ألمانيا، والتي يطلق عليها «نهائي النمسا». ومع ذلك، فقد خسروا بهدف واحد، مما جعل يورو 2008 أول بطولة أوروبية لا يشارك فيها أحد الدول المضيفة في مرحلة خروج المغلوب. في مباراة أخيرة مثيرة في المجموعة الأولى،
تركيا التي تلقت ضربة الإصابات والإيقاف عادت من بعيد من التأخر 0-2 لتهزم جمهورية التشيك 3-2، بعد خطأ غير مألوف ارتكبه بيتر تشيك، في الدقائق القليلة المتبقية، حيث ترك لنهاد قهوجي أبسط طريقة لوضع الكرة في الشباك.
في نفس اللعبة، تم إظهار بطاقة حمراء لحارس المرمى فولكان ديميريل لدفعه المهاجم التشيكي يان كولر على الأرض. انضم الأتراك إلى البرتغال كمتأهلين من المجموعة الأولى. وكانت فرنسا هي الضحية البارزة للمجموعة C، حيث سجلت نقطة واحدة فقط من التعادل السلبي أمام رومانيا في مباراتها الافتتاحية. فازت إيطاليا على الفرنسيين في اليوم الأخير لتنتهي بأربع نقاط وتنضم إلى هولندا في دور الثمانية. أخيرًا، في المجموعة الرابعة، فشلت اليونان في إعادة إنتاج شكل فوزهم المفاجئ عام 2004، وأنهت البطولة بدون أي نقاط. تأهلت روسيا على حساب السويد، بعد هزيمتها في المباراة النهائية الحاسمة، وانضمت إلى إسبانيا في مرحلة خروج المغلوب.
أدت الأمطار الغزيرة خلال مباراة المجموعة الأولى بين سويسرا وتركيا في 11 يونيو عن تطلب الملعب في منتزه سانت جاكوب في بازل بإعادة زرعه. تم تثبيت الأرضية الجديدة قبل مباراة ربع النهائي بين البرتغال وألمانيا في 19 يونيو. في الدور ربع النهائي، لم يتمكن الفريق البرتغالي من إعطاء مدربه لويس فيليبي سكولاري، وداع مناسب - بعد إعلان منتصف البطولة بأن سكولاري سيغادر للانضمام إلى نادي تشيلسي الإنجليزي - حيث خسر في مباراة مثيرة ضد ألمانيا. واصلت تركيا سلسلة انتصاراتها في الرمق الأخير، حيث حققت التعادل في نهاية الوقت الإضافي ضد كرواتيا وتقدمت بركلات الترجيح. بتدريب المدرب الهولندي جوس هيدينك، أقصت روسيا خصمها هولندا بهدفين في الوقت الإضافي. وشهدت المباراة النهائية في دور الثمانية هزيمة إسبانيا لمنافستها إيطاليا بركلات الترجيح، بعد تعادلهما السلبي في الوقت المعتاد.
توقف تقدم تركيا من قبل ألمانيا في الدور نصف النهائي. دخلت تركيا اللعبة مع تسعة من أعضاء فريقهم في عداد المفقودين بسبب الإصابة أو الإيقاف، ولكن مع ذلك سجلت الهدف الأول. في وقت لاحق، عادلوا النتيجة 2–2، قبل أن تسجل ألمانيا هدف الفوز في اللحظة الأخيرة. خُسر البث التلفزيوني العالمي للمباراة بشكل متقطع أثناء المباراة، مما حال دون بث الهدف الثاني لألمانيا.
كان هذا بسبب عاصفة رعدية في محطة ترحيل البث في النمسا، على الرغم من أن اللعبة لعبت في سويسرا. لا يزال يوجد في التلفزيون السويسري SRG SSR تغذية، نظرًا لمرافق البث الخاصة به في الموقع. أثناء البث العالمي المفقود، بدأ التلفزيون الألماني والنمساوي ZDF وORF في بث قناة SF 1 السويسرية الناطقة بالألمانية.
كفل هذا الفعل أن الهدف الألماني تم بثه فعليًا في ألمانيا وإن لم يكن في تركيا. فازت إسبانيا في الدور نصف النهائي ضد روسيا بثلاثة أهداف مقابل لا شيء، من خلال أهداف الشوط الثاني من تشابي ودانييل غويزا ودافيد سيلفا، وحصلت إسبانيا على أول ظهور لها في نهائي كبير لمدة 24 عامًا.
في المباراة النهائية التي أقيمت على ملعب إرنست هابل في فيينا، أصبحت إسبانيا بطلة أوروبا للمرة الثانية بعد أن أثبت هدف فيرناندو توريس في الشوط الأول هزيمة ألمانيا. رغم أن ألمانيا كانت لها بداية قوية، إلا أن إسبانيا بدأت تبدو أكثر خطورة بعد أن دخلت أجواء المباراة. بعد نصف ساعة، لعب تشابي تمريرة خلف خط ألمانيا الخلفي نحو توريس، الذي تفوق على اللاعب المتردد فيليب لام، وقطع الكرة فوق ينس ليمان الغاطس داخل العارضة البعيدة. أثبت هذا الهدف أنه الهدف الوحيد للعبة، التي سيطرت عليها إسبانيا على الرغم من امتلاك ألمانيا لأغلبية الحيازة، وتوجت إسبانيا بطلة لكأس الأمم الأوروبية 2008.

## التصفيات
تم إجراء قرعة الجولة التأهيلية في مونترو بسويسرا في 27 يناير 2006 الساعة 12:00 بتوقيت وسط أوروبا. بدأت عملية التصفيات بعد شهر من كأس العالم 2006. تأهلت النمسا وسويسرا تلقائيًا لنهائيات البطولة كدول مضيفة.

### المنتخبات المتأهلة

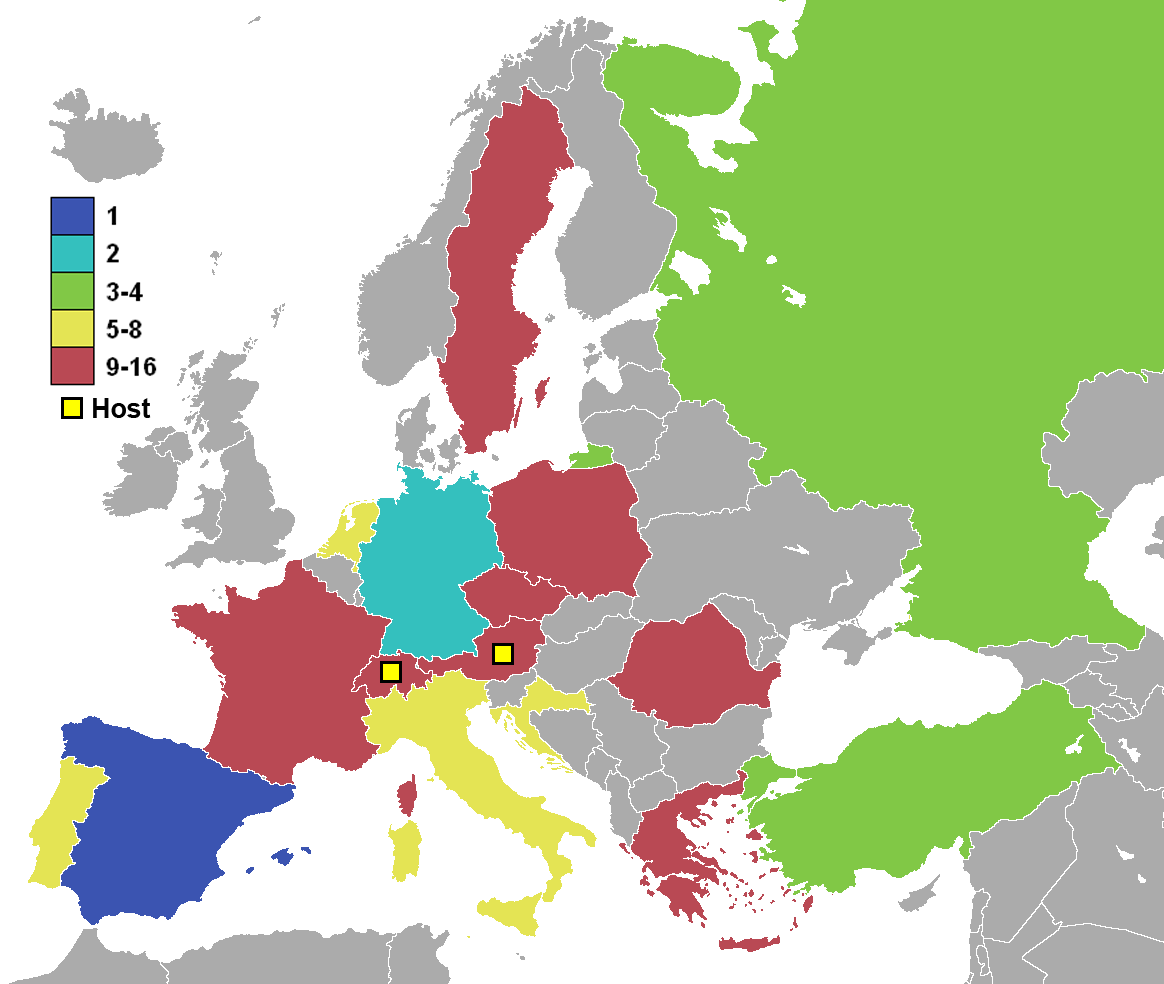
الدول المشاركة في بطولة سنة 2008

| الدولة         | التأهل بصفته     | تاريخ التأهل   | الظهور السابق في البطولة1                                     |
| -------------- | ---------------- | -------------- | ------------------------------------------------------------- |
| النمسا         | مستضيف           | 12 ديسمبر 2002 | 0 (أول ظهور)                                                  |
| سويسرا         | مستضيف           | 12 ديسمبر 2002 | 2 (1996، 2004)                                                |
| بولندا         | فائز بالمجموعة A | 17 نوفمبر 2007 | 0 (أول ظهور)                                                  |
| البرتغال       | وصيف المجموعة A  | 21 نوفمبر 2007 | 4 (1984، 1996، 2000، 2004)                                    |
| إيطاليا        | فائز بالمجموعة B | 17 نوفمبر 2007 | 6 (1968, 1980، 1988، 1996، 2000، 2004)                        |
| فرنسا          | وصيف المجموعة B  | 17 نوفمبر 2007 | 6 (1960, 1984, 1992، 1996, 2000, 2004)                        |
| اليونان        | فائز بالمجموعة C | 17 أكتوبر 2007 | 2 (1980, 2004)                                                |
| تركيا          | وصيف المجموعة C  | 21 نوفمبر 2007 | 2 (1996، 2000)                                                |
| جمهورية التشيك | فائز بالمجموعة D | 17 أكتوبر 2007 | 6 (19602, 19762, 19802, 1996، 2000، 2004)                     |
| ألمانيا        | وصيف المجموعة D  | 13 أكتوبر 2007 | 9 (19723, 19763, 19803, 19843, 19883, 1992, 1996, 2000، 2004) |
| كرواتيا        | فائز بالمجموعة E | 17 نوفمبر 2007 | 2 (1996، 2004)                                                |
| روسيا          | وصيف المجموعة E  | 21 نوفمبر 2007 | 8 (19604, 19644, 19684, 19724, 19884, 19925, 1996، 2004)      |
| إسبانيا        | فائز بالمجموعة F | 17 نوفمبر 2007 | 7 (1964, 1980، 1984، 1988، 1996، 2000، 2004)                  |
| السويد         | وصيف المجموعة F  | 21 نوفمبر 2007 | 3 (1992، 2000، 2004)                                          |
| رومانيا        | فائز بالمجموعة G | 17 أكتوبر 2007 | 3 (1984، 1996، 2000)                                          |
| هولندا         | وصيف المجموعة G  | 17 نوفمبر 2007 | 7 (1976، 1980, 1988, 1992، 1996، 2000، 2004)                  |

1 الخط العريض يدل على بطل تلك السنة
2 كـ تشيكوسلوفاكيا
3 كـ ألمانيا الغربية
4 كـ الإتحاد السوفيتي
5 كـ ولايات الكومنولث المستقلة

## الملاعب
| النمسا                                                   | النمسا                                                   | النمسا                                                                | النمسا                                                                |
| فيينا                                                    | كلاغنفورت                                                | سالزبورغ                                                              | إنسبروك                                                               |
| -------------------------------------------------------- | -------------------------------------------------------- | --------------------------------------------------------------------- | --------------------------------------------------------------------- |
| ملعب إرنست هابل                                          | هايبو-أرينا                                              | ملعب فاس-زيتنسهايم                                                    | ملعب تيفولي الجديد                                                    |
| السعة: 53,295                                            | السعة: 31,957                                            | السعة: 31,020                                                         | السعة: 31,600                                                         |
|                                                          |                                                          |                                                                       |                                                                       |
| سويسرا جنيف بازل برن زيورخبطولة أمم أوروبا 2008 (سويسرا) | سويسرا جنيف بازل برن زيورخبطولة أمم أوروبا 2008 (سويسرا) | النمسا فيينا كلاغنفورت سالزبورغ إنسبروكبطولة أمم أوروبا 2008 (النمسا) | النمسا فيينا كلاغنفورت سالزبورغ إنسبروكبطولة أمم أوروبا 2008 (النمسا) |
| سويسرا                                                   |                                                          |                                                                       |                                                                       |
| جنيف                                                     | بازل                                                     | برن                                                                   | زيورخ                                                                 |
| ملعب جنيف                                                | سانت ياكوب بارك                                          | ملعب دي سويس                                                          | ملعب ليتزيغروند                                                       |
| السعة: 31,228                                            | السعة: 42,000                                            | السعة: 31,907                                                         | السعة: 30,000                                                         |
|                                                          |                                                          |                                                                       |                                                                       |

### المعسكرات الأساسية للفرق
| فريق           | المعسكر الأساسي       |
| -------------- | --------------------- |
| النمسا         | Stegersbach           |
| كرواتيا        | Bad Tatzmannsdorf     |
| جمهورية التشيك | زيفيلد (تيرول)        |
| فرنسا          | مونت بيليرين          |
| ألمانيا        | أسكونا                |
| اليونان        | Hof bei Salzburg      |
| إيطاليا        | بادن (النمسا السفلى)  |
| هولندا         | لوزان                 |
| بولندا         | Bad Waltersdorf       |
| البرتغال       | نوشاتيل               |
| رومانيا        | سانت غالن             |
| روسيا          | ليوغانغ               |
| إسبانيا        | Neustift im Stubaital |
| السويد         | لوغانو                |
| سويسرا         | Feusisberg            |
| تركيا          | Bellevue              |

## الحكام
تم اختيار 12 حكم لإدارة مباريات البطولة بالإضافة إلى 24 حكم مساعد.
| البلد    | الحكم                  | المساعدون                 | المساعدون             | المباريات المُحكَّمة |
| -------- | ---------------------- | ------------------------- | --------------------- | --- |
| النمسا   | كونراد بلاوتس          | Egon Bereuter             | Markus Mayr           | بطولة أمم أوروبا 2008 - المجموعة الرابعة، بطولة أمم أوروبا 2008 - المجموعة الأولى                                                                           |
| بلجيكا   | فرانك دي بليكير        | Peter Hermans             | Alex Verstraeten      | بطولة أمم أوروبا 2008 - المجموعة الثانية، بطولة أمم أوروبا 2008 - المجموعة الرابعة، مرحلة خروج المغلوب في بطولة أمم أوروبا 2008                             |
| إنجلترا  | هاوارد ويب             | Darren Cann               | Mike Mullarkey        | بطولة أمم أوروبا 2008 - المجموعة الثانية، بطولة أمم أوروبا 2008 - المجموعة الرابعة                                                                          |
| ألمانيا  | هربرت فاندل            | Carsten Kadach            | Volker Wezel          | بطولة أمم أوروبا 2008 - المجموعة الأولى، بطولة أمم أوروبا 2008 المجموعة ج، مرحلة خروج المغلوب في بطولة أمم أوروبا 2008                                      |
| اليونان  | كيروس فاساراس          | Dimitiris Bozartzidis     | Dimitiris Saraidaris  | بطولة أمم أوروبا 2008 - المجموعة الأولى، بطولة أمم أوروبا 2008 - المجموعة الثانية                                                                           |
| إيطاليا  | روبيرتو روسيتي         | Alessandro Griselli       | Paolo Calcagno        | بطولة أمم أوروبا 2008 - المجموعة الأولى، بطولة أمم أوروبا 2008 - المجموعة الرابعة، مرحلة خروج المغلوب في بطولة أمم أوروبا 2008، نهائي بطولة أمم أوروبا 2008 |
| هولندا   | بيتر فينك              | Adriaan Inia              | Hans ten Hoove        | بطولة أمم أوروبا 2008 - المجموعة الثانية، بطولة أمم أوروبا 2008 - المجموعة الرابعة                                                                          |
| النرويج  | توم هينينغ أوفريبو     | Geir Åge Holen            | Jan Petter Randen     | بطولة أمم أوروبا 2008 - المجموعة الثانية، بطولة أمم أوروبا 2008 المجموعة ج                                                                                  |
| سلوفاكيا | لوبوش ميخيل            | Roman Slyško              | Martin Balko          | بطولة أمم أوروبا 2008 - المجموعة الأولى، بطولة أمم أوروبا 2008 المجموعة ج، مرحلة خروج المغلوب في بطولة أمم أوروبا 2008                                      |
| إسبانيا  | مانويل ميخوتو غونزاليز | Juan Carlos Yuste Jiménez | Jesús Calvo Guadamuro | بطولة أمم أوروبا 2008 المجموعة ج، بطولة أمم أوروبا 2008 - المجموعة الثانية                                                                                  |
| السويد   | بيتر فرويدفيلدت        | Stefan Wittberg           | Henrik Andren         | بطولة أمم أوروبا 2008 المجموعة ج، بطولة أمم أوروبا 2008 - المجموعة الأولى، مرحلة خروج المغلوب في بطولة أمم أوروبا 2008                                      |
| سويسرا   | ماسيمو بوساكا          | Matthias Arnet            | Stephane Cuhat        | بطولة أمم أوروبا 2008 - المجموعة الرابعة، بطولة أمم أوروبا 2008 المجموعة ج، مرحلة خروج المغلوب في بطولة أمم أوروبا 2008                                     |

الحكام الرابعون
| البلد    | الحكام الرابعون      |
| -------- | -------------------- |
| كرواتيا  | إيفان بيبيك          |
| فرنسا    | ستيفان لانوي         |
| المجر    | فيكتور كاساي         |
| آيسلندا  | كريستين ياكوبسون     |
| بولندا   | غجيغوش غيليفسكي      |
| البرتغال | أوليغاريو بنكويرينسا |
| إسكتلندا | كريغ تومسون          |
| سلوفينيا | دامير سكومينا        |

## التشكيلات
المنتخبات المشاركة في البطولة مُطالبة من قبل الاتحاد الأوروبي لكرة القدم بتزويدهم بقائمة اللاعبيين الرسميين المشاركين مع منتخباتهم، ويتوجب أن تستوفي القائمة المرشحة شروط الاتحاد الأوروبي لكرة القدم، والتي تفرض وجود 23 لاعباً بينهم 3 حراس مرمى، وذلك قبل انطلاق البطولة. في حالة إذا أصيب لاعب بعد إرسال القائمة، يُسمح بتغيير اللاعب.

## مرحلة المجموعات

### المجموعة الأولى
| م | الفريق         | لعب | ف | ت | خ | أ.له | أ.ع | أ.ف | نقاط | التأهل                      |
| - | -------------- | --- | - | - | - | ---- | --- | --- | ---- | --------------------------- |
| 1 | البرتغال       | 3   | 2 | 0 | 1 | 5    | 3   | +2  | 6    | تقدم إلى مرحلة خروج المغلوب |
| 2 | تركيا          | 3   | 2 | 0 | 1 | 5    | 5   | 0   | 6    | تقدم إلى مرحلة خروج المغلوب |
| 3 | جمهورية التشيك | 3   | 1 | 0 | 2 | 4    | 6   | −2  | 3    |                             |
| 4 | سويسرا (H)     | 3   | 1 | 0 | 2 | 3    | 3   | 0   | 3    |                             |

| سويسرا | 0–1   | جمهورية التشيك |
| ------ | ----- | -------------- |
|        | تقرير | - سفيركوش 71'  |

| البرتغال                  | 2–0   | تركيا |
| ------------------------- | ----- | ----- |
| - بيبي 61' - ميريلس 90+3' | تقرير |       |

| جمهورية التشيك | 1–3   | البرتغال                                 |
| -------------- | ----- | ---------------------------------------- |
| - سيونكو 17'   | تقرير | - ديكو 8' - رونالدو 63' - كواريسما 90+1' |

| سويسرا      | 1–2   | تركيا                      |
| ----------- | ----- | -------------------------- |
| - ياكين 32' | تقرير | - شنتورك 57' - توران 90+2' |

| سويسرا                  | 2–0   | البرتغال |
| ----------------------- | ----- | -------- |
| - ياكين 71'، 83' (ر.ج.) | تقرير |          |

| تركيا                       | 3–2   | جمهورية التشيك          |
| --------------------------- | ----- | ----------------------- |
| - توران 75' - نهاد 87'، 89' | تقرير | - كولر 34' - بلاشيل 62' |

### المجموعة الثانية
| م | الفريق     | لعب | ف | ت | خ | أ.له | أ.ع | أ.ف | نقاط | التأهل                      |
| - | ---------- | --- | - | - | - | ---- | --- | --- | ---- | --------------------------- |
| 1 | كرواتيا    | 3   | 3 | 0 | 0 | 4    | 1   | +3  | 9    | تقدم إلى مرحلة خروج المغلوب |
| 2 | ألمانيا    | 3   | 2 | 0 | 1 | 4    | 2   | +2  | 6    | تقدم إلى مرحلة خروج المغلوب |
| 3 | النمسا (H) | 3   | 0 | 1 | 2 | 1    | 3   | −2  | 1    |                             |
| 4 | بولندا     | 3   | 0 | 1 | 2 | 1    | 4   | −3  | 1    |                             |

| النمسا | 0–1   | كرواتيا             |
| ------ | ----- | ------------------- |
|        | تقرير | - مودريتش 4' (ركل.) |

| ألمانيا             | 2–0   | بولندا |
| ------------------- | ----- | ------ |
| - بودولسكي 20'، 72' | تقرير |        |

| كرواتيا                 | 2–1   | ألمانيا        |
| ----------------------- | ----- | -------------- |
| - سرنا 24' - أوليتش 62' | تقرير | - بودولسكي 79' |

| النمسا                 | 1–1   | بولندا       |
| ---------------------- | ----- | ------------ |
| - فاستيتش 90+3' (ركل.) | تقرير | - غيريرو 30' |

| بولندا | 0–1   | كرواتيا        |
| ------ | ----- | -------------- |
|        | تقرير | - كلاسنيتش 53' |

| النمسا | 0–1   | ألمانيا     |
| ------ | ----- | ----------- |
|        | تقرير | - بالاك 49' |

### المجموعة الثالثة

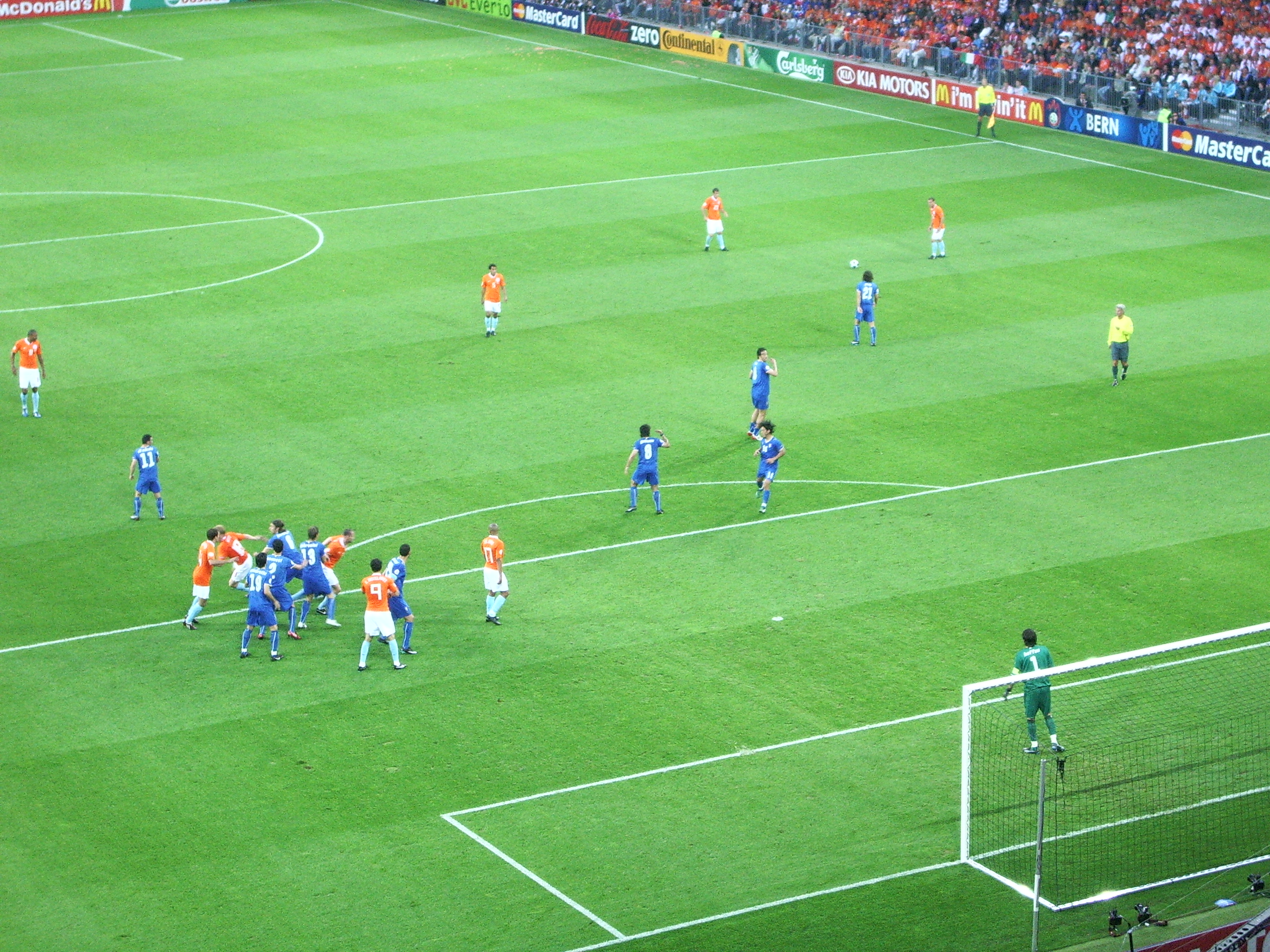
ركلة حرة في مباراة إيطاليا-هولندا 9 يونيو2008.

| م | الفريق  | لعب | ف | ت | خ | أ.له | أ.ع | أ.ف | نقاط | التأهل                      |
| - | ------- | --- | - | - | - | ---- | --- | --- | ---- | --------------------------- |
| 1 | هولندا  | 3   | 3 | 0 | 0 | 9    | 1   | +8  | 9    | تقدم إلى مرحلة خروج المغلوب |
| 2 | إيطاليا | 3   | 1 | 1 | 1 | 3    | 4   | −1  | 4    | تقدم إلى مرحلة خروج المغلوب |
| 3 | رومانيا | 3   | 0 | 2 | 1 | 1    | 3   | −2  | 2    |                             |
| 4 | فرنسا   | 3   | 0 | 1 | 2 | 1    | 6   | −5  | 1    |                             |

| رومانيا | 0–0   | فرنسا |
| ------- | ----- | ----- |
|         | تقرير |       |

| هولندا                                               | 3–0   | إيطاليا |
| ---------------------------------------------------- | ----- | ------- |
| - فان نيستلروي 26' - سنايدر 31' - فان برونكهورست 79' | تقرير |         |

| إيطاليا       | 1–1   | رومانيا    |
| ------------- | ----- | ---------- |
| - بانوتشي 56' | تقرير | - موتو 55' |

| هولندا                                              | 4–1   | فرنسا      |
| --------------------------------------------------- | ----- | ---------- |
| - كويت 9' - فان بيرسي 59' - روبن 72' - سنايدر 90+2' | تقرير | - هنري 71' |

| هولندا                         | 2–0   | رومانيا |
| ------------------------------ | ----- | ------- |
| - هونتيلار 54' - فان بيرسي 87' | تقرير |         |

| فرنسا | 0–2   | إيطاليا                          |
| ----- | ----- | -------------------------------- |
|       | تقرير | - بيرلو 25' (ركل.) - دي روسي 62' |

### المجموعة الرابعة
| م | الفريق  | لعب | ف | ت | خ | أ.له | أ.ع | أ.ف | نقاط | التأهل                      |
| - | ------- | --- | - | - | - | ---- | --- | --- | ---- | --------------------------- |
| 1 | إسبانيا | 3   | 3 | 0 | 0 | 8    | 3   | +5  | 9    | تقدم إلى مرحلة خروج المغلوب |
| 2 | روسيا   | 3   | 2 | 0 | 1 | 4    | 4   | 0   | 6    | تقدم إلى مرحلة خروج المغلوب |
| 3 | السويد  | 3   | 1 | 0 | 2 | 3    | 4   | −1  | 3    |                             |
| 4 | اليونان | 3   | 0 | 0 | 3 | 1    | 5   | −4  | 0    |                             |

| إسبانيا                              | 4–1   | روسيا              |
| ------------------------------------ | ----- | ------------------ |
| - فيا 20'، 44'، 75' - فابريغاس 90+1' | تقرير | - بافليوتشينكو 86' |

| اليونان | 0–2   | السويد                          |
| ------- | ----- | ------------------------------- |
|         | تقرير | - إبراهيموفيتش 67' - هانسون 72' |

| السويد             | 1–2   | إسبانيا                 |
| ------------------ | ----- | ----------------------- |
| - إبراهيموفيتش 34' | تقرير | - توريس 15' - فيا 90+2' |

| اليونان | 0–1   | روسيا          |
| ------- | ----- | -------------- |
|         | تقرير | - زيريانوف 33' |

| اليونان         | 1–2   | إسبانيا                    |
| --------------- | ----- | -------------------------- |
| - خاريستياس 42' | تقرير | - دي لاريد 61' - غويزا 88' |

| روسيا                            | 2–0   | السويد |
| -------------------------------- | ----- | ------ |
| - بافليوتشينكو 24' - أرشافين 50' | تقرير |        |

## مرحلة خروج المغلوب
|  | ربع النهائي                | ربع النهائي                |                            |       | نصف النهائي | نصف النهائي |  |  | النهائي | النهائي |
|  |                            |                            |                            |       |             |             |  |  |         |         |
|  | 19 يونيو – سانت ياكوب بارك |                            |                            |       |             |             |  |  |         |         |
|  |                            |                            |                            |       |             |             |  |  |         |         |
|  | البرتغال                   | 2                          |                            |       |             |             |  |  |         |         |
|  | البرتغال                   | 2                          | 25 يونيو – سانت ياكوب بارك |       |             |             |  |  |         |         |
|  | ألمانيا                    | 3                          |                            |       |             |             |  |  |         |         |
|  | ألمانيا                    | 3                          | ألمانيا                    | 3     |             |             |  |  |         |         |
|  | 20 يونيو – ملعب إرنست هابل |                            | ألمانيا                    | 3     |             |             |  |  |         |         |
|  |                            | تركيا                      | 2                          |       |             |             |  |  |         |         |
|  | كرواتيا                    | تركيا                      | 2                          | 1 (1) |             |             |  |  |         |         |
|  | كرواتيا                    |                            | 29 يونيو – ملعب إرنست هابل | 1 (1) |             |             |  |  |         |         |
|  | تركيا (ج.)                 | 1 (3)                      |                            |       |             |             |  |  |         |         |
|  | تركيا (ج.)                 | 1 (3)                      | ألمانيا                    | 0     |             |             |  |  |         |         |
|  | 21 يونيو – سانت ياكوب بارك |                            | ألمانيا                    | 0     |             |             |  |  |         |         |
|  |                            | إسبانيا                    | 1                          |       |             |             |  |  |         |         |
|  | هولندا                     | إسبانيا                    | 1                          | 1     |             |             |  |  |         |         |
|  | هولندا                     | 26 يونيو – ملعب إرنست هابل |                            | 1     |             |             |  |  |         |         |
|  | روسيا (ب.و.إ.)             | 3                          |                            |       |             |             |  |  |         |         |
|  | روسيا (ب.و.إ.)             | 3                          | روسيا                      | 0     |             |             |  |  |         |         |
|  | 22 يونيو – ملعب إرنست هابل |                            | روسيا                      | 0     |             |             |  |  |         |         |
|  |                            | إسبانيا                    | 3                          |       |             |             |  |  |         |         |
|  | إسبانيا (ج.)               | إسبانيا                    | 3                          | 0 (4) |             |             |  |  |         |         |
|  | إسبانيا (ج.)               |                            |                            | 0 (4) |             |             |  |  |         |         |
|  | إيطاليا                    | 0 (2)                      |                            |       |             |             |  |  |         |         |
|  | إيطاليا                    | 0 (2)                      |                            |       |             |             |  |  |         |         |

### ربع النهائي
| البرتغال                       | 2–3   | ألمانيا                                   |
| ------------------------------ | ----- | ----------------------------------------- |
| - نونو غوميش 40' - بوستيغا 87' | تقرير | - شفاينشتايغر 22' - كلوزه 26' - بالاك 61' |

| كرواتيا                               | 1–1 (ب.و.إ.) | تركيا                       |
| ------------------------------------- | ------------ | --------------------------- |
| - كلاسنيتش 119'                       | تقرير        | - شنتورك 120+2'             |
| ركلات الترجيح                         |              |                             |
| - مودريتش - سرنا - راكيتيتش - بيتريتش | 1–3          | - توران - شنتورك - ألتينتوب |

| هولندا             | 1–3 (ب.و.إ.) | روسيا                                              |
| ------------------ | ------------ | -------------------------------------------------- |
| - فان نيستلروي 86' | تقرير        | - بافليوتشينكو 56' - توربينسكي 112' - أرشافين 116' |

| إسبانيا                                   | 0–0 (ب.و.إ.) | إيطاليا                                    |
| ----------------------------------------- | ------------ | ------------------------------------------ |
|                                           | تقرير        |                                            |
| ركلات الترجيح                             |              |                                            |
| - فيا - كازورلا - سينا - غويزا - فابريغاس | 4–2          | - غروسو - دي روسي - كامورانيزي - دي ناتالي |

### نصف النهائي
| ألمانيا                                 | 3–2   | تركيا                    |
| --------------------------------------- | ----- | ------------------------ |
| - شفاينشتايغر 26' - كلوزه 79' - لام 90' | تقرير | - بورال 22' - شنتورك 86' |

| روسيا | 0–3   | إسبانيا                             |
| ----- | ----- | ----------------------------------- |
|       | تقرير | - تشافي 50' - غويزا 73' - سيلفا 82' |

### النهائي
| ألمانيا | 0–1   | إسبانيا     |
| ------- | ----- | ----------- |
|         | تقرير | - توريس 33' |

## إحصائيات

### الهدافين
عدد الأهداف المُسجلة  77 هدفًا  في 31 مباراة، بمتوسط 2.48 هدفًا في المباراة الواحدة.
4 أهداف
- دافيد فيا

3 أهداف
- لوكاس بودولسكي
- رومان بافليوتشينكو
- هاكان ياكين
- سميح شنترك

هدفان
- إيفان كلاسنيتش
- مايكل بالاك
- ميروسلاف كلوزه
- باستيان شفاينشتايغر
- ويسلي سنايدر
- رود فان نيستلروي
- روبين فان بيرسي
- أندري أرشافين
- دانييل غويزا
- فرناندو توريس
- زلاتان إبراهيموفيتش
- نهاد قهوجي
- أردا توران

هدف
- إيفيكا فاستيك
- لوكا مودريتش
- إيفيكا أوليتش
- داريو سرنا
- يان كولر
- ياروسلاف بلاشيل
- ليبور سيونكو
- فاسلاف سفيركوش
- تييري هنري
- فيليب لام
- أنجيلوس خاريستياس
- دانييلي دي روسي
- كريستيان بانوتشي
- أندريا بيرلو
- كلاس يان هونتيلار
- ديرك كويت
- آريين روبن
- جيوفاني فان برونكهورست
- روجير غويريرو
- ديكو
- نونو غوميش
- راؤول ميريلس
- بيبي
- هيلدر بوستيغا
- ريكاردو كواريسما
- كريستيانو رونالدو
- أدريان موتو
- دميتري تروبنسكي
- كونستانتين زيريانوف
- روبن دي لاريد
- سيسك فابريغاس
- دافيد سيلفا
- تشافي هيرنانديز
- بيتر هانسون
- أوغور بورال

## الجوائز المالية
نوّه الاتحاد الأوروبي لكرة القدم أن مجموع الجوائز المالية سيكون 184 مليون يورو ستقدم للستة عشر منتخباً المشاركة، بزيادة 55 مليون يورو عن المسابقة التي قبلها والتي أقيمت حينها في البرتغال، والتي بلغت مجموع جوائزها 129 مليون يورو. والتقسيم سيكون كالتالي:
- لكل من يشارك في البطولة: 7.5 مليون يورو.

تضاف عليها حسب المرحلة التي يصل لها المنتخب:
- البطل: 7.5 مليون يورو
- الوصيف: 4.5 مليون يورو
- من يصل نصف النهائي: 3.5 مليون يورو
- من يصل ربع النهائي: 2 مليون يورو
- الدور الأول (لكل مباراة):
  - فوز: مليون يورو
  - تعادل: 500.000 يورو

إذا فاز البطل بالثلاث مباريات كاملة في الدور الأول، سيتلقى ما مجموعه 23 مليون يورو.

## وصلات خارجية
- الموقع الرسمي